# Pauline Leroux
Pour les articles homonymes, voir Leroux.
Adèle-Louise-Pauline Leroux est une danseuse française née à Paris le 19 août 1809 et morte le 5 février 1891 à Paris 9e.

## Biographie
Adèle-Louise-Pauline Leroux naît le 19 août 1809 à Paris. Elle est la fille de Louis-Bénigne-Marie Leroux, commissaire ordonnateur des guerres et de Marguerite-Suzanne Lecocq. Selon les mémoires de Louis Gentil, son père est décédé en 1812 lors de la retraite de Moscou, après quoi sa mère s'installe à Paris avec leurs enfants.
Elle épouse à Paris, le 12 juillet 1848, le comédien Pierre-Chéri Lafont (1797-1873).
Élève d'Auguste Vestris et de Jean-François Coulon, elle fait partie du Ballet de l'Opéra de Paris de 1826 à 1837, puis de 1840 à 1844 pour remplacer des célébrités étrangères comme Marie Taglioni ou Fanny Elssler, alors en pleines tournées internationales.
Elle remporte son premier succès dans La Tentation de Jean Coralli (1832), puis dans Nathalie ou la Laitière suisse de Filippo Taglioni (1832) et triomphe dans Le Diable boiteux de Coralli (1836), puis dans Le Diable amoureux de Joseph Mazilier (1840).
Elle danse régulièrement à Londres entre 1824 et 1833.
Sa sœur aînée, Antoinette-Désirée (1807- ?) avait été danseuse figurante à l'Opéra de 1821 à 1827. 
Sa sœur Aminthe (1815-1878) était une comédienne.
Elle est inhumée au cimetière Montmartre, 2e division, et repose avec son époux Pierre-Chéri Lafont, son beau-frère Marcelin Lafont (1800-1838), artiste lyrique, sa mère Marguerite-Suzanne Lecocq, sa sœur Aminthe Delisle-Leroux, actrice, l'épouse de Marcelin Lafont, Françoise-Marie Tripier, et le fils de Chéri Lafont et de Jenny Colon, le capitaine Rodolphe Lafont (1825-1868).

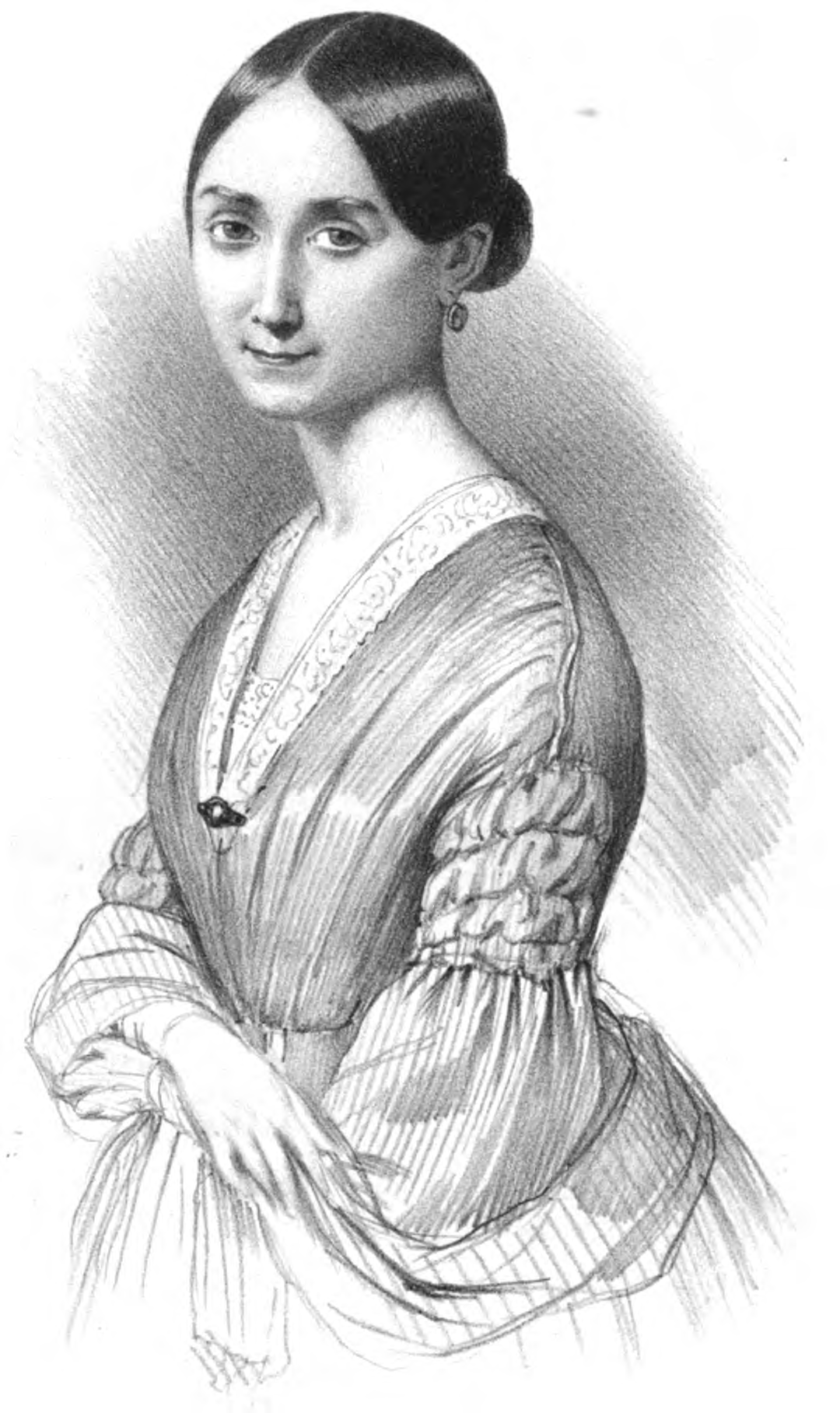
Pauline Leroux dans Louis Huart et Charles Philipon, Galerie de la presse, de la littérature et des beaux-arts, partie 3, 1841
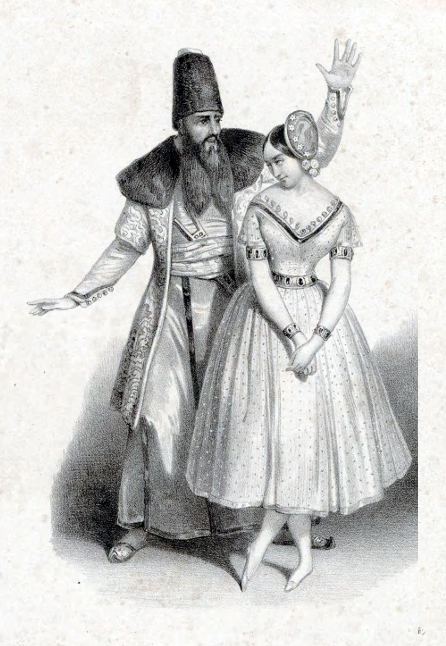
Pauline Leroux dans Le Diable amoureux (1840)
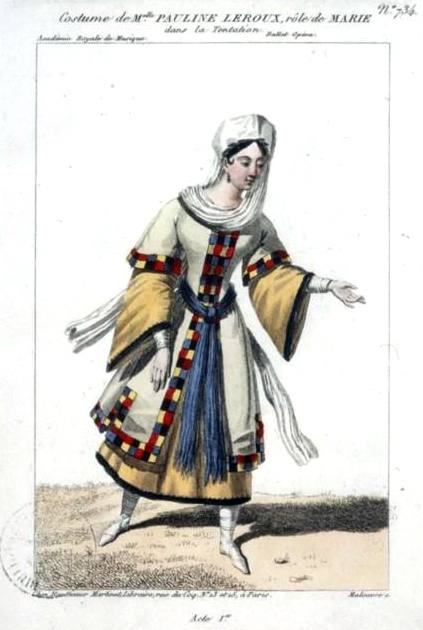
Pauline Leroux dans La Tentation (1832).